# Холодная фильтрация виски
Холо́дная фильтра́ция (англ. Chill filtering) — метод фильтрации виски перед розливом в бутылки, состоящий в охлаждении виски до низкой температуры (от 0°С до −10°С), а затем, прежде чем он снова нагреется, пропускании жидкость через фильтр для отделения мельчайших частиц. Охлаждающая фильтрация удаляет сложные эфиры жирных кислот (ЭЖК) и другие химические соединения (конгенеры), которые могут комковаться, создавая мутность или дымку, под воздействием низких температур. Это комкование, называемое флокуляцией, обычно происходит только в виски с крепостью ниже 46 % («точка флокуляции»).

## Описание
Перед фильтрацией виски предварительно охлаждается до 0-4°С. Некоторые производители охлаждают напиток до −10°С, что делает виски ещё менее склонным к помутнению. Напиток начинает мутнеть, когда его употребляют ниже температуры, до которой он был охлажден во время холодной фильтрации. Этанол, доведенный до температуры замерзания воды или ниже, заставляет ЭЖК связываться вместе. Это делает комки больше и их легче отфильтровать. В результате получается более прозрачная жидкость с более лёгкой консистенцией.
После доведения до желаемой низкой температуры виски продавливается через серию фильтров, состоящих из 20-25 слоев для удаления взвешенных частиц размером более нескольких микрон. Количество удаленных соединений и осадка зависит от количества фильтров, скорости, с которой виски проходит через них, и давления, при котором он фильтруется. Фильтры могут быть произведены из различных материалов, таких как бумага, металл и измельчённые морские ракушки. Применяемый тип фильтров является конфиденциальной информацией и обычно не раскрывается дистиллериями. Все фильтры подлежат регулярной замене. Кроме того, в фильтре всегда остается остаточное количество виски, что приводит к дополнительным потерям для производителя.

## Отрицательная сторона
В то время, как холодная фильтрация предотвращает неприглядное помутнение, многим ценителям она не нравится. Это связано с тем, что длинноцепочечные сложные эфиры — большие молекулы, которые вносят вклад во вкус и послевкусие напитка также отфильтровываются в ходе процесса. По этой причине некоторые дистиллерии производят виски крепостью ниже 46 %, но при этом не используют холодную фильтрацию. К ним относятся 10-летний бурбон Widow Jane (крепость 45,5 %) и односолодовый виски Westward American (крепость 45 %) в США, а также Glenglassaugh, BenRiach и Glen Grant в Шотландии, которые бутилируют односолодовый виски без холодной фильтрации крепостью 43 %.
Однако, не все напитки необходимо фильтровать данным методом, виски с крепостью 53,5 % и выше не подвержены помутнению при низких температурах. В результате, многие производители не используют холодную фильтрацию для виски бочковой крепости или сверхкрепких напитков.
Ещё одним выходом в сложившейся ситуации является использование некоторыми дистиллериями разлива виски, как с применением холодной фильтрации для флагманских линеек, так и без использования данного метода для специальных выпусков, если требуется более богатый и насыщенный вкус.